# Andreas Düben (1558–1625)
Andreas Düben, född 19 december 1558 i Lützen i Tyskland, död 19 maj 1625 i Stockholm. Han var organist vid Thomaskyrkan i Leipzig. Han var gift med Elisabet Bessler (1563–1629) och far till Anders Düben d.ä.. Han var även stamfader till von Düben.